# Капела (Сержипи)
Капела (порт. Capela)  —  муниципалитет в Бразилии. входит в штат Сержипи. Составная часть мезорегиона Восток штата Сержипи. Входит в экономико-статистический  микрорегион Котингиба, который входит в Восток штата Сержипи. Население составляет 27 562 человека на 2006 год. Занимает площадь 167,1 км². Плотность населения — 164,94 чел./км².

## История
Город основан в 1835 году.

## Статистика
- Валовой внутренний продукт на 2004 составляет 73.102.133,00 реалов (данные: Бразильский институт географии и статистики).
- Валовой внутренний продукт на душу населения на 2004 составляет 2.683,34 реалов (данные: Бразильский институт географии и статистики).
- Индекс развития человеческого потенциала на 2000 составляет 0,615 (данные: Программа развития ООН).